# کانور شرقی
کانور شرقی (به انگلیسی: Kannur East) یک منطقهٔ مسکونی در هند است که در کرالا واقع شده‌است. کانور شرقی ۱۱٫۵۷ کیلومتر مربع مساحت و ۳۱٬۵۴۵ نفر جمعیت دارد.